# Пеппі Довгапанчоха (повість)
«Пеппі Довгапанчоха» (швед. Pippi Långstrump) — дитяча пригодницька повість шведської письменниці Астрід Ліндґрен. Вперше опублікована у 1945 році видавництвом «Rabén & Sjögren». Це перший твір у циклі про пригоди дивакуватої дівчинки з незвичним іменем Пеппі Довгапанчоха.

## Історія написання твору
Астрід Ліндґрен, щоб трохи розважити дочку Карін, яка в дитинстві багато хворіла, довгими вечорами розповідала дитині казочки про чудернацькі пригоди дівчинки-революціонерки. Але, через деякий час, дівчинка вилікувалася, і припинилися й розповіді про Пеппі. Можливо, усе б на цьому і закінчилося, якби письменниця не зламала ногу. Тоді Ліндґрен й вирішила, на основі своїх розповідей, написати книгу. Рукописна книга про Пеппі була подарована дочці на день народження. Книгу полюбили всі друзі Карін, після чого письменниця вирішує її опублікувати.

## Переклади українською
- Астрід Ліндгрен. Пеппі Довгапанчоха. Переклад зі шведської: Ольга Сенюк; малюнки: Ніна Котел та Ігор Вишинський. Київ: Веселка, 1977. 265 стор.
  - Пеппі Довгапанчоха, стор 5-97
  - Пеппі сідає на корабель, стор. 98-187
  - Пеппі Довгапанчоха в Південних морях, стор. 188—266
- Астрід Ліндґрен. Пеппі Довгапанчоха. Малий і Карлсон, що живе на даху. Переклад зі шведської: Ольга Сенюк; малюнки: Ілун Вікланд. Київ: «Веселка», 1990. 620 стор. (Серія «Лауреати Міжнародної премії ім. Г. К. Андерсена»). ISBN 5-301-00685-1
  - «Пеппі Довгапанчоха» стор.: 15-102.
  - «Пеппі сідає на корабель» стор.: 103—188.
  - «Пеппі Довгапанчоха в Південних морях» стор.: 189—264.
  - «Малий і Карлсон, що живе на даху» стор.: 265—378.
  - «Карлсон прилітає знов» стор.: 379—494.
  - «Нові пригоди Карлсона, що живе на даху» стор.: 495—616.